# Magdalena Sadowska
Magdalena Sadowska (26 de agosto de 1979) es una exjugadora profesional de voleibol polaca, que jugaba como atacante. 

## Palmarés

### Clubes
Campeonato de Polonia:
- 2002
- 2010[2]

Copa de Alemana:
- 2008